# Revue russe d'entomologie
La Revue [russe] d'entomologie (en russe : [Русское] Энтомологическое обозрение, [Rousskoïe] entomologuitcheskoïe obozrenie) est une revue scientifique consacrée aux problèmes de l'entomologie fondée en Russie en 1901. Elle est publiée par la Société entomologique de Russie et l'Académie des sciences de Russie.

## Historique
La revue est fondée en 1901 à Iaroslavl sous le titre de Revue russe d'entomologie sur les fonds propres des entomologistes Nikita Kokouïev, Andreï Semionov-Tian-Chanski, Tikhon Tchitcherine, Dimitri Glazounov et d'autres. Elle passe rapidement à un rythme bimestriel. Par la suite la revue change plusieurs fois de titre et d'éditeur. Ainsi après le numéro 24, les numéros suivants sont publiés sous le titre de Revue d'entomologie, à partir de 1933, titre qu'elle conserve aujourd'hui.
Elle est publiée par la Société entomologique de Russie à partir de 1906 et imprimée à Saint-Pétersbourg. En 1945, l'Académie des sciences en devient coéditrice. Elle perd son sous-titre en français en 1964.

## Aujourd'hui
La revue paraît en russe à un rythme trimestriel, chaque numéro contenant environ deux cents pages. Une traduction est également publiée en anglais sous le titre d'Entomological Review. Elle est éditée par la maison d'édition Naouka qui dépend de l'Académie des sciences. Le numéro 92 est paru en 2012.
La rédaction siège à Saint-Pétersbourg, à l'Institut zoologique de l'Académie des sciences, dans les locaux du musée zoologique de Saint-Pétersbourg. Son rédacteur en chef depuis 2012 est le professeur Boris Korotaïev, spécialiste des Curculionidae.

## Source
- (ru) Cet article est partiellement ou en totalité issu de l’article de Wikipédia en russe intitulé « Энтомологическое обозрение » (voir la liste des auteurs).